# قلعه سهرین
قلعه سهرین مربوط به سدهٔ ۵–۶ ه.ق است و در شهرستان زنجان، روستای سهرین واقع شده و این اثر در تاریخ ۱۰ مهر ۱۳۸۰ با شمارهٔ ثبت ۴۰۰۱ به‌عنوان یکی از آثار ملی ایران به ثبت رسیده است.